# Lexicaal genre
Het lexicaal genre is een van de vroegste vormen van literatuur van Sumerië. Als een modern voorbeeld van het genre kan de Woordenlijst van de Taalunie, het Groene Boekje gelden dat bedoeld is om schrijvers van de Nederlandse taal tot eenvormigheid van spelling aan te zetten. 
In Sumer duikt het genre, naar het schijnt volledig volgroeid, voor het eerst op in de tijd van het archaïsche schrift, d.w.z. de Late Uruk- en Jemdet Nasr-periodes (ca. 3300-2900 v.Chr.). De lexicale teksten van de paleografische Uruk IV-fase bestaan voornamelijk uit woordenlijsten en woordenschat en waren bedoeld om schrijvers te helpen bij het aanleren van het nog in ontwikkeling zijnde beeldschrift dat zou evolueren tot het spijkerschrift. In de volgende fase Uruk III neemt het aantal woordenlijsten flink toe. Er zijn lijsten van dieren, metalen, vaten enz. Deze traditie wordt vrijwel in zijn geheel overgenomen in de Vroeg-dynastieke periode (ED) ondanks het verschil in tijd en locatie. De schrijversopleiding verschuift naar andere centra in die tijd en in de vroegste fase van ED, rond 2900 v.Chr. is er een inzinking in alfabetisme. De Oud-Babylonische (OB) tijd bracht een vrij radicale herrangschikking en aanvulling van de woordenlijsten. Dit weerspiegelt veranderende omstandigheden en gewoontes in de opleiding en beoefening van het schrijversvak. 
De archaïsche lijsten worden meestal naar hun thema vernoemd, bijvoorbeeld de Archaïsche Metalenlijst, maar de inhoud valt niet altijd helemaal samen met de benaming. Op deze metalenlijst komen bijvoorbeeld ook drie bijdragen voor met het teken NUNUZ die eerder als "stenen" gezien moeten worden. NUNUZ zelf betekent "ei" oftwel iets ronds zoals een steen. Bijvoorbeeld KUR NUNUZ staat voor lapis lazuli. Het teken KUR wordt later als g i n3 gelezen en de tekencombinatie z a - g i n3 betekent zowel "blauw" als "lapis lazuli" vanaf de ED III-periode.
Ook de Vaten-lijst bevatte onverwachte begrippen zoals  kledingstoffen en kazen. 
Een bijzondere vorm van het lexicaal genre wordt gevromd door de godenlijsten. Deze vorm duikt voor het eerst op in de ED-periode. Zowel in Fara als in Abu Salabikh zijn godenlijsten met enige honderden goden gevonden. In de OB-periode worden vier verschillende godenlijsten gevonden. Dit weerspiegelt verschillende politieke en religieuze tradities. Dit is mogelijk mede het gevolg van de chaos van de tijd van Isin en Larsa. De OB lijst van Nippur begint met An en Annum en omvat niet minder dan 269 regels. In de latere Middel-Babylonische tijden en het 1e millinennium v.Chr. werden de verschillende lijsten verenigd in de AN=dA-nu-um-lijst met zeven kolommen en meer dan 2000 bijdragen. Deze beginnen vaak met het teken AN (𒀭) dat ook als d i n g i r (god) gelezen kan worden.